# San Ponso
San Ponso és un comune (municipi) de la ciutat metropolitana de Torí, a la regió italiana del Piemont, situat a uns 30 quilòmetres al nord de Torí. A 1 de gener de 2019 la seva població era de 253 habitants.
San Ponso limita amb els següents municipis: Valperga, Salassa, Pertusio, Rivara, Busano i Oglianico.